# Niederlangenberg
Niederlangenberg ist eine Ortschaft in Hückeswagen im Oberbergischen Kreis im Regierungsbezirk Köln in Nordrhein-Westfalen (Deutschland).

## Lage und Verkehrsanbindung
Niederlangenberg liegt im östlichen Hückeswagen an der Bevertalsperre nahe der Grenze zu Wipperfürth. Der einzige Nachbarort ist Oberlangenberg. Der Ort ist eine Verbindungsstraße angebunden, die von der Kreisstraße K5 abzweigt.

## Geschichte
1484 wurde der Ort das erste Mal in Kirchenrechnungen urkundlich erwähnt. Schreibweise der Erstnennung: Langenberge. Die Karte Topographia Ducatus Montani aus dem Jahre 1715 zeigt den Hof als Langenberg. Im 18. Jahrhundert gehörte der Ort zum bergischen Amt Bornefeld-Hückeswagen.
Aus der Mitte des 19. Jahrhunderts stammt das gut erhaltene Fachwerkhaus Niederlangenberg 5, das heute ein gelistetes Baudenkmal der Stadt Hückeswagen ist. Es besitzt ein Krüppelwalmdach, Sichtfachwerk auf der West- und Nordseite und eine Vollverschieferung der Süd- und Ostseite.
1815/16 lebten 66 Einwohner im Ort, es wird dabei aber nicht zwischen Ober- und Niederlangenberg unterschieden. 1832 gehörte Langenberg (ebenfalls nicht unterschieden zwischen Ober- und Niederlangenberg) der Berghausener Honschaft an, die ein Teil der Hückeswagener Außenbürgerschaft innerhalb der Bürgermeisterei Hückeswagen war. Der laut der Statistik und Topographie des Regierungsbezirks Düsseldorf als Weiler kategorisierte (Doppel-)Ort besaß zu dieser Zeit zehn Wohnhäuser und 15 landwirtschaftliche Gebäude. Zu dieser Zeit lebten 69 Einwohner im (Doppel-)Ort, davon acht katholischen und 61 evangelischen Glaubens.
Im Gemeindelexikon für die Provinz Rheinland werden 1885 sechs Wohnhäuser mit 39 Einwohnern angegeben. Der Ort gehörte zu dieser Zeit zur Landgemeinde Neuhückeswagen innerhalb des Kreises Lennep. 1895 besitzt der Ort sechs Wohnhäuser mit 33 Einwohnern, 1905 sechs Wohnhäuser und 32 Einwohner.

## Wander- und Radwege
Folgende Wanderwege führen durch den Ort:
- Die SGV-Hauptwanderstrecke X28 (Graf-Engelbert-Weg) von Hattingen nach Schladern/Sieg
- Der Bezirkswanderweg ◇6 (Wupperweg) des SGV-Bezirks Bergisches Land
- Die Straße der Arbeit des SGV-Bezirks Bergisches Land
- Der Wipperfürther Rundweg O